# Мала Вербівка
Мала́ Вербі́вка — село в Бісковицькій сільській громаді Самбірського району Львівської області України. Населення становить 102 особи.

## Назва
Історична назва - Воля В'єнцковська. У 1989 р. назву села Мала Вербна було змінено на Мала Вербівка.

## Населення

### Мова
Розподіл населення за рідною мовою за даними перепису 2001 року:
| Мова       | Кількість | Відсоток |
| ---------- | --------- | -------- |
| українська | 102       | 100%     |